# Principios de psicología
Los Principios de psicología (en original en inglés The Principles of Psychology) es una ingente obra en la historia de la psicología escrita por el psicólogo estadounidense William James y publicada en 1890. James fue un filósofo y psicólogo estadounidense que se formó para ser médico antes de adentrarse en la psicología.
Conocido como "El padre de la psicología", James también fue autor de Ensayos sobre empirismo radical, relevante en filosofía, y Las variedades de la experiencia religiosa, que le llevó a la comprensión de las diferencias de la experiencia religiosa ayudándole a construir teorías de la cura mental.